# Rua Augusta (canção de Emicida)
Rua Augusta, é uma canção escrita e interpretada pelo rapper brasileiro Emicida, integrando a mixtape Emicídio, lançada em 2010, como a 10ª faixa deste. O videoclipe da música foi integrado a um mini-documentário, ainda com a confecção de uma camiseta específica para esta, com uma imagem da personificação da morte servindo de alento a uma prostituta, com a insígnia "Rua Augusta" escrita em uma placa.

## Estrutura
Produzida por "Casp Beats" amigo de Emicida, e vídeo produzido em conjunto com Fióti, Tujaviu e Mundiko, a música possui um beat lento, acompanhado de instrumentais de pianos. Esta se posicionou em primeiras posições durante semanas no programa Top10 da MTV, programa que lista os clipes mais votados pelo público. A faixa foi composta pelo próprio Leandro "Emicida" Oliveira.

## Videos

### Clipe

#### Técnico
O clipe de Rua Augusta foi dirigido por Felipe Rodrigues e Lucas Gandini, com fotos de making-of por Pedro Gigante e finalizações por Marcus Mantovanelli. O clipe é 33 segundos maior em duração que a canção, por apresentar intervalos para comentários da interprete do video.

#### Sinopse
Este apresenta um conteúdo polêmico, a prostituição. O clipe mostra um dia na vida da prostituta e dona-de-casa Rosana, mãe de um filho chamado Charles Davidson, moradora da Vila Mimosa, no Rio de Janeiro, enquanto são apresentados shots das dublagens do rap de Emicida. Além disso mostra imagem da Rua Augusta de São Paulo, onde foi filmado. Inicia-se com o acordar de Rosana, seu café-da-manhã e preparativos, depois seguindo de uma visita à manicure; seguido de sua preparação e arrumação para o "trabalho", em que fica em uma esquina, fumando, a espera de clientes.

### Minidocumentário
Com o material restante da produção do clipe, foi produzido um making-of, que depois das edições de Marcus Mantovanelli, tornou-se um minidocumentário, com a mesma direção de Rodrigues e Gandini, mostrando depoimentos de prostitutas, de como é a vida e subsequentes. Emicida comentou sobre o documentário:

“Durante o processo de produção do vídeo [”Rua Augusta"], conversamos com outras garotas, pessoas dessas regiões e decidimos filmar com Rosana pela sua história. Porém ficamos com bastante material interessante guardado e ao invés de disponibilizarmos um making of resolvemos produzir este mini documentário. Ele tem trechos de entrevistas de outras mulheres, falas da própria Rosana, que é a personagem principal do vídeo, e cenas excluídas do clipe."— Emicida

## Técnico
Adaptado dos créditos do vídeo.
- Personagens: Rosana, Chales Davidson
- Direção: Felipe Rodrigues, Lucas Gandini
- Fotografia: Felipe Rodrigues
- Montagem e Som: Lucas Gandini
- Finalização: Marcus Mantovanelli
- Produção: Evandro Roque, Wagner Tujaviu, Charles Davidson, Leandro "Emicida" Roque
- Fotografia Still: Pedro Gigante